# Getsel Montes
Gétsel Ramón Montes Escobar (Sulaco, 23 de junio de 1996)
es un futbolista hondureño. Juega como defensa y actualmente milita en el Herediano de la Primera División de Costa Rica.

## Trayectoria
- Platense (2012-2017).[4]
- Real España (desde 2017)[3][5]

## Estadísticas

### Clubes
| Club                         | Div.          | Temporada     | Liga  | Liga  | Copas nacionales | Copas nacionales | Copas internacionales | Copas internacionales | Total | Total | Media goleadora |
| Club                         | Div.          | Temporada     | Part. | Goles | Part.            | Goles            | Part.                 | Goles                 | Part. | Goles | Media goleadora |
| ---------------------------- | ------------- | ------------- | ----- | ----- | ---------------- | ---------------- | --------------------- | --------------------- | ----- | ----- | --------------- |
| Platense F. C. Honduras      | 1.ª           | 2015-16       | 20    | 1     | —                | —                | —                     | —                     | 20    | 1     | 0.05            |
| Platense F. C. Honduras      | 1.ª           | 2016-17       | 20    | 2     | —                | —                | —                     | —                     | 20    | 2     | 0.1             |
| Platense F. C. Honduras      | Total club    | Total club    | 40    | 3     | 0                | 0                | 0                     | 0                     | 40    | 3     | 0.08            |
| Real C. D. España Honduras   | 1.ª           | 2017-18       | 15    | 0     | 4                | 0                | —                     | —                     | 19    | 0     | 0               |
| Real C. D. España Honduras   | 1.ª           | 2018-19       | 29    | 1     | —                | —                | —                     | —                     | 29    | 1     | 0.03            |
| Real C. D. España Honduras   | 1.ª           | 2019-20       | 19    | 0     | —                | —                | —                     | —                     | 19    | 0     | 0               |
| Real C. D. España Honduras   | 1.ª           | 2020-21       | 25    | 0     | —                | —                | —                     | —                     | 25    | 0     | 0               |
| Real C. D. España Honduras   | 1.ª           | 2021-22       | 32    | 5     | —                | —                | —                     | —                     | 32    | 5     | 0.16            |
| Real C. D. España Honduras   | 1.ª           | 2022-23       | 31    | 2     | —                | —                | 10                    | 3                     | 41    | 5     | 0.12            |
| Real C. D. España Honduras   | 1.ª           | 2023-24       | 12    | 0     | —                | —                | 2                     | 0                     | 14    | 0     | 0               |
| Real C. D. España Honduras   | Total club    | Total club    | 163   | 8     | 4                | 0                | 13                    | 3                     | 180   | 11    | 0.06            |
| C. S. Herediano · Costa Rica | 1.ª           | 2023-24       | 13    | 0     | —                | —                | 4                     | 1                     | 17    | 1     | 0.06            |
| C. S. Herediano · Costa Rica | 1.ª           | 2024-25       | 40    | 1     | 1                | 0                | 8                     | 1                     | 49    | 2     | 0.04            |
| C. S. Herediano · Costa Rica | Total club    | Total club    | 53    | 1     | 1                | 0                | 11                    | 2                     | 65    | 3     | 0.05            |
| Total carrera                | Total carrera | Total carrera | 256   | 12    | 5                | 0                | 24                    | 5                     | 285   | 17    | 0.06            |

## Palmarés

### Títulos nacionales
| Título                         | Club              | País       | Año  |
| ------------------------------ | ----------------- | ---------- | ---- |
| Torneo Apertura                | Real C. D. España | Honduras   | 2017 |
| Supercopa de Costa Rica        | C. S. Herediano   | Costa Rica | 2024 |
| Primera División de Costa Rica | C. S. Herediano   | Costa Rica | 2024 |
| Primera División de Costa Rica | C. S. Herediano   | Costa Rica | 2025 |